# 2,4-Diaminotoluène
Le 2,4-diaminotoluène est un composé aromatique de formule C7H10N2. Constitué d'un cycle benzénique substitué par un groupe méthyle (toluène) et deux groupes amine, c'est l'un des six isomères du diaminotoluène.

## Propriétés
Le 2,4-diaminotoluène se présente sous la forme d'écailles beige à l'odeur d'ammoniac, sensible à la lumière, légèrement soluble dans l'eau. Il est combustible, mais faiblement inflammable.

## Synthèse
Le 2,4-diaminotoluène est préparé par hydrogénation du 2,4-dinitrotoluène avec un catalyseur au nickel.  Les échantillons commerciaux  contiennent aussi en général jusqu'à 20 % d'isomère 2,6.

## Utilisation
Le 2,4-diaminotoluène est principalement un précurseur du diisocyanate de toluène, lui-même un précurseur du polyuréthane.  
Sa réaction avec le chlorure de benzènediazonium  donne le colorant azoïque cationique Basic Orange 1. La condensation du 2,4-diaminotoluène avec l'acétaldéhyde donne un colorant d'acridine appelé Basic Yellow 9.

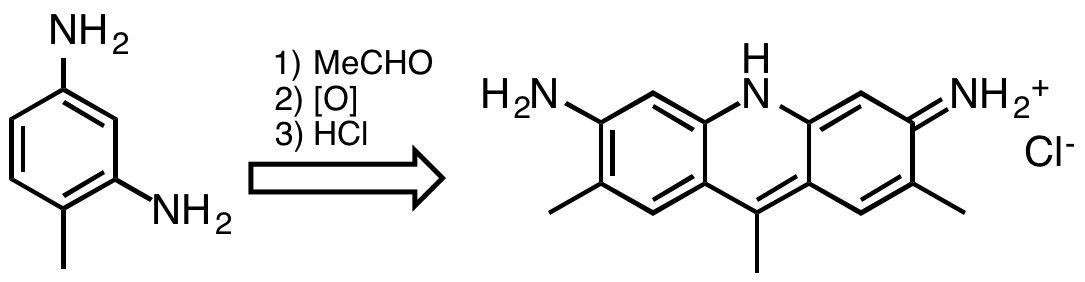
Synthèse du C.I. Basic Yellow 9, un colorant d'acridin.